# Железо-никелевый аккумулятор

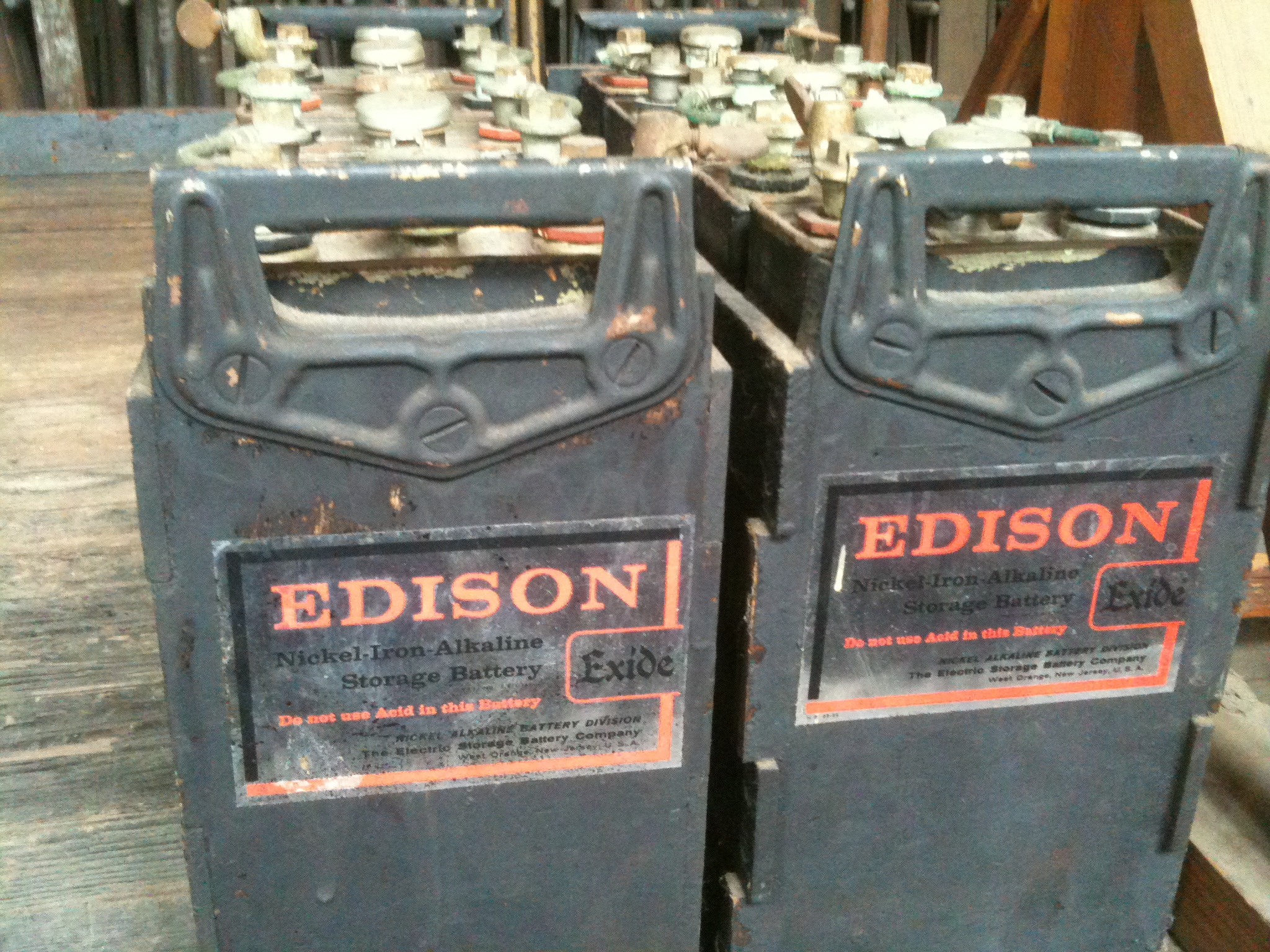
Железо-никелевые аккумуляторы Томаса Эдисона

Желе́зо-ни́келевый аккумуля́тор — это вторичный химический источник тока, в котором железо — анод, электролитом является водный раствор гидроксида натрия или калия (с добавками гидроксида лития), катод — гидрат окиси никеля(III).
Активный материал содержится в никелированных стальных трубках или перфорированных карманах. С точки зрения стоимости и удельной энергоемкости, они близки к литий-ионным аккумуляторам, а с точки зрения саморазряда, эффективности и напряжения — к NiMH аккумуляторам. Это достаточно выносливые аккумуляторы, стойкие к грубому обращению (перезаряд, глубокий разряд, короткое замыкание и термические удары) и имеющие очень длинный срок службы.
Их использование стало снижаться с момента остановки производства из-за пожара на заводе/лаборатории Томаса Эдисона в 1914 годупроверить ссылку, по причине плохих показателей работы батарей при низких температурах, плохого удержания заряда (как у NiMH аккумуляторов) и высокой стоимости производства, сравнимой с лучшими герметизированными свинцово-кислотными аккумуляторами и до 1/2 стоимости NiMH аккумуляторов.  Однако в связи с ростом стоимости свинца в последние годы, цена свинцовых аккумуляторов значительно поднялась, и цены практически сравнялись.
При сравнении аккумуляторов со свинцово-кислотными следует помнить, что допустимый эксплуатационный разряд свинцово-кислотного аккумулятора значительно меньше, чем теоретическая полная ёмкость, а железоникелевого — очень близок к ней. Поэтому реальная эксплуатационная ёмкость железоникелевого аккумулятора, при равной теоретической полной ёмкости, может быть в несколько раз (в зависимости от режима) больше, чем у свинцово-кислотного.

## Долговечность
Способность этих аккумуляторов выносить частые циклы разряд/заряд связана с низкой растворимостью реагентов в электролите. Длительное формирование металлического железа в процессе зарядки обусловлено низкой растворимостью Fe3O4. Длительный процесс образования кристаллов железа сохраняет электроды, но также лимитирует скорость работы: данные аккумуляторы заряжаются медленно и так же медленно разряжаются.
Основные факторы ограничивающие долговечность железо-никелевых аккумуляторов — выгорание графита токопроводящей добавки из-за выделения кислорода при разложении воды, коррозия никелированных железных корпусов и ламелей с последующим высыпанием активных масс в шлам, осаждение железа на сепараторах и увеличение саморазряда. Железо-никелевые элементы производства заводов Эдисона в начале 1900-х годов имели трубчатую конструкцию положительного окисно-никелевого электрода с токопроводящей добавкой никелевых лепестков вместо графита и улучшенную технологию никелирования железных конструкционных материалов (запекание многослойного никелевого покрытия, полученного из водного раствора никелевой соли, в печах с водородной защитной атмосферой). При этом назначенный срок службы составлял 100 лет и рекомендованный интервал замены электролита — один раз в 5—10 лет. В более дешевых конструкциях железо-никелевых аккумуляторов со сроком службы в начальные десятки лет из-за выгорания графитной токопроводящей добавки в процессе эксплуатации элемента быстрее загрязняется электролит карбонатами и уменьшаются интервалы между заменами электролита (рекомендованный интервал замены электролита в исполнениях никелевых аккумуляторов с графитом — от 100 циклов или 1 раз в год). Также после выгорания существенного количества графита ухудшается отдаваемая емкость и увеличивается эквивалентное внутреннее сопротивление элемента из-за ухудшения контакта активной массы с электродами. Окончательное разрушение аккумулятора и полный выход из строя происходят при сквозной коррозии конструкционных элементов (ламелей и/или стального корпуса) из-за ограниченного качества никелирования дешевых вариантов исполнения аккумулятора.
Никель-железные аккумуляторы долгое время использовались в европейской горной промышленности благодаря их способности выносить вибрацию, высокие температуры и другие стрессовые воздействия. Повторно к ним возрос интерес в солнечных и ветрогенераторах, современном электротранспорте.

## История изобретения

### Вальдемар Юнгнер
Шведский изобретатель Вальдемар Юнгнер (Waldemar Jungner, в английском произношении — Джангнер) был изобретателем никель-кадмиевого аккумулятора в 1899. Юнгнер экспериментировал с железом в качестве замены кадмию, включая вариант со 100 % железом. Юнгнер обнаружил, что главным преимуществом перед никель-кадмиевой схемой была стоимость, но из-за более низкой эффективности зарядки и более высокого газообразования никель-железная технология была признана неполноценной и заброшена. Юнгнер получил несколько патентов на железную версию его аккумулятора (шведские патенты № 8.558/1897, 10.177/1899, 11.132/1899, 11.487/1899 и германский патент № 110.210/1899).

### Томас Эдисон
Железо-никелевый аккумулятор был независимо изобретён Томасом Эдисоном в 1901 году и использовался как источник энергии для электромобилей, таких как «Detroit Electric» и «Baker Electric». Эдисон заявлял, что никель-железные батареи будут «гораздо лучше аккумуляторов, использующих свинцовые пластины и кислоту». Работа Юнгнера была практически неизвестна в США вплоть до 40-х годов, когда там было запущено производство никель-кадмиевых аккумуляторов.
50-вольтовая никель-железная батарея была основным источником питания в немецкой ракете «Фау-2» (совместно с двумя 16-вольтовыми аккумуляторами питания 4 гироскопов, в уменьшенной версии использовалась в крылатой ракете «Фау-1»).

## Параметры
- Запасённая энергия/масса: 20-50[4] Вт·ч/кг
- Запасённая энергия/объем: 350[5] Вт·ч/л
- Мощность/масса: 100[4] Вт/кг
- Эффективность: 65 %[6]
- Стоимость: 1,5[5] — 6,6[4] Вт·ч/US$
- Саморазряд: 20 %[4][5] — 40 %[4]/месяц
- Срок службы: 30[6] — 50 лет[5][7]
- Количество рабочих циклов: Многократный глубокий разряд на срок службы заметно не влияет.[5][6]
- Напряжение: 1,2 В[4]
- Рабочий диапазон температур: от −40 до +46 °C[8]

## Электрохимический процесс
Половина реакции на катоде:
{\displaystyle {\mathsf {2NiOOH\;+\;2H_{2}O\;+\;2e^{-}\quad \rightleftharpoons \quad 2Ni(OH)_{2}+2OH^{-}}}}
и на аноде:
{\displaystyle {\mathsf {Fe+2OH^{-}\quad \rightleftharpoons \quad Fe(OH)_{2}+2e^{-}}}.}
(При разряде реакция протекает слева направо, при заряде справа налево.)

В связи со значением электрохимического потенциала железа в рабочем щелочном растворе при хранении заряженного аккумулятора происходит выделение водорода и саморазряд железного электрода. Также из-за малого значения перенапряжения выделения водорода на железном электроде при заряде примерно половина прошедшего через аккумулятор электрического заряда тратится на выделение водорода даже при рекомендованных положительных рабочих температурах. Это основной фактор ограничивающий энергетическую эффективность железо-никелевого аккумулятора. При понижении температуры ниже нуля зарядная эффективность железного электрода ещё больше ухудшается и примерно при температурах ниже −20 °C аккумулятор перестает заряжаться.

## Производство
Аккумулятор Эдисона производился с 1903 до 1972 компанией «Edison Battery Storage Company» в Ист-Ориндже, штат Нью-Джерси. Они были достаточно прибыльными для компании. В 1972 компания была продана корпорации «Exide Battery», которая прекратила производство в 1975.
В настоящее время (2012) железо-никелевые аккумуляторы производятся в США, Китае, Венгрии, России и Украине.

## Применение
- Используются для резервного электропитания там, где могут быть постоянно заряжаемыми. Срок службы в таком случае может быть более 20 лет.
- В качестве тяговых аккумуляторов на различном электротранспорте[9].
- В системе электрооборудования пассажирских вагонов, а также моторвагонного подвижного состава и локомотивов (для питания цепей управления).

## Экология
Железо-никелевые аккумуляторы не содержат кадмия и свинца, что делает их более безопасными для окружающей среды, чем никель-кадмиевые и свинцово-кислотные аккумуляторы.